# La Chapelle-en-Vercors
La Chapelle-en-Vercors – miejscowość i gmina we Francji, w regionie Owernia-Rodan-Alpy, w departamencie Drôme.
Według danych na rok 1990 gminę zamieszkiwało 628 osób, a gęstość zaludnienia wynosiła 14 osób/km² (wśród 2880 gmin regionu Rodan-Alpy La Chapelle-en-Vercors plasuje się na 1040. miejscu pod względem liczby ludności, natomiast pod względem powierzchni na miejscu 81.).
Urodził się tutaj biathlonista Raphaël Poirée.